# ウィーンフィル・ニューイヤーコンサート2013

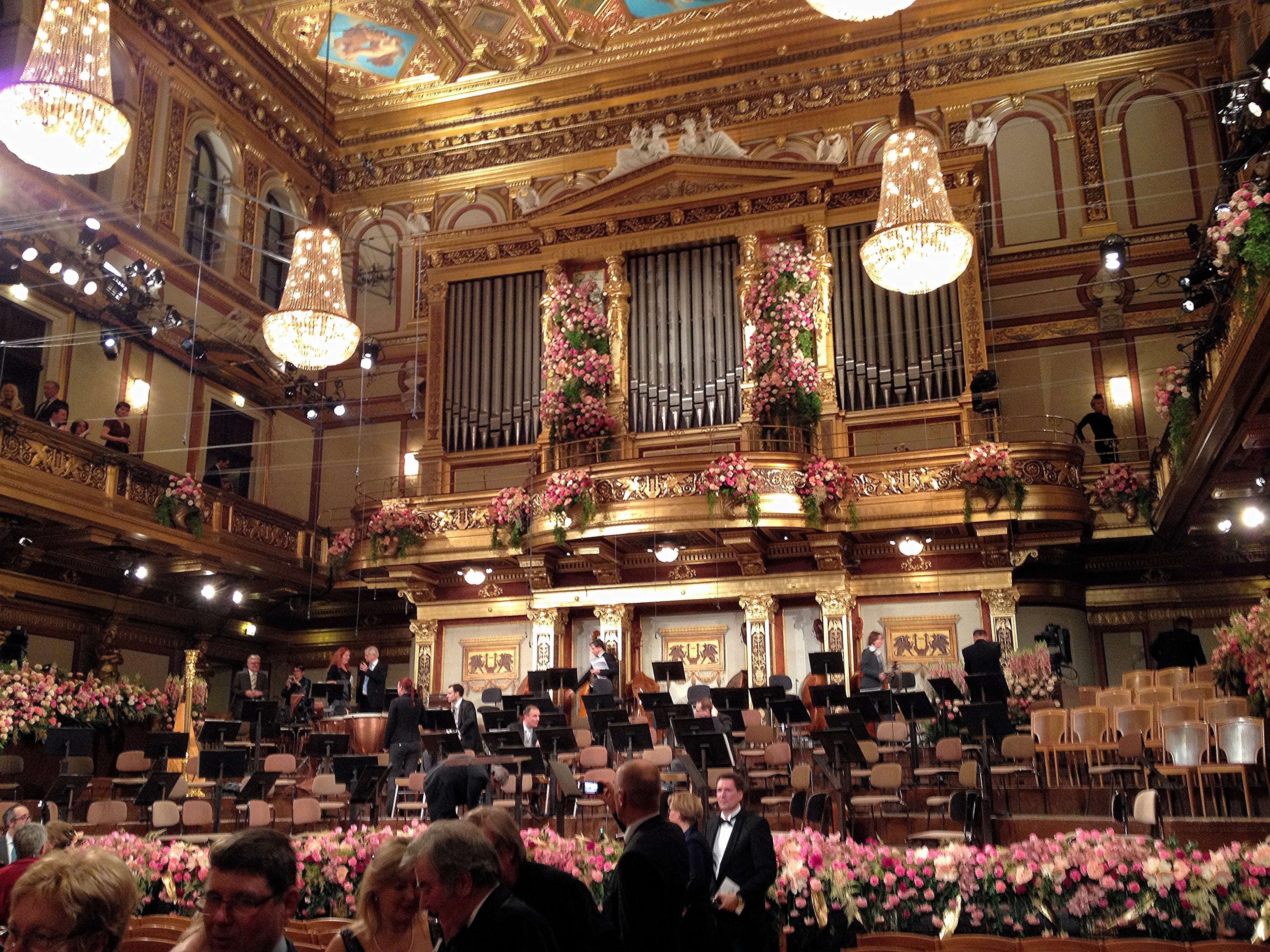
ニューイヤーコンサート2013の前日（ジルベスターコンサート）のウィーン楽友協会黄金ホールの光景

ウィーンフィル・ニューイヤーコンサート2013（ドイツ語: Neujahrskonzert der Wiener Philharmoniker 2013）は、ウィーン・フィルハーモニー管弦楽団による2013年のニューイヤーコンサート。指揮者はフランツ・ウェルザー＝メストが務めた（2回目の登場）。

## 特色

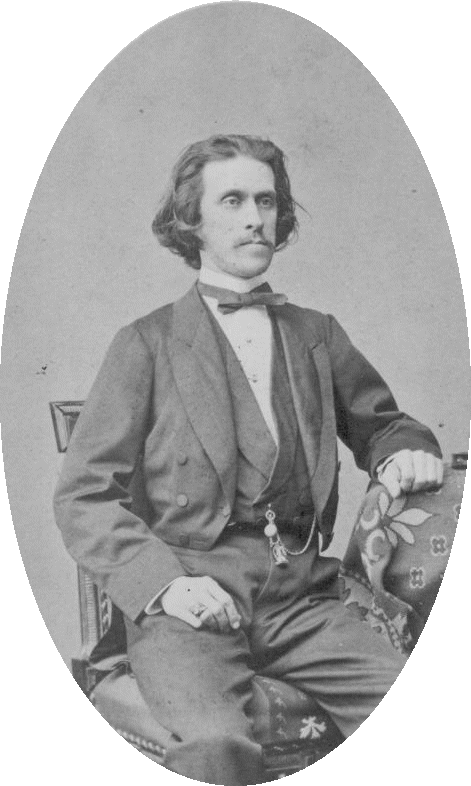
ニューイヤーコンサート2013の中心となったヨーゼフ・シュトラウス

2013年はリヒャルト・ワーグナーとジュゼッペ・ヴェルディの生誕200周年にあたるため、彼らの曲がニューイヤーコンサートに初めて取り上げられた。また、ヨーゼフ・シュトラウスの曾孫であるヘトヴィク・アイグナー＝シュトラウス（当時90歳）の臨席を記念し、ヨーゼフの作品がプログラムの中心に据えられた。歴代のほとんどのニューイヤーコンサートでは「ワルツ王」ヨハン・シュトラウス2世がメインだったが、2013年のコンサートでは、ヨハン2世の作品が合計5曲なのに対してヨーゼフの作品が合計7曲となっている。
第一部は、指揮者フランツ・ウェルザー＝メストに関連するプログラムとなっている。ウェルザー＝メストの母方の先祖は、ウィーンのカジノ兼ダンスホール「カジノ・ドムマイヤー」の創業者であった。このホールはヨーゼフ・ランナーとヨハン・シュトラウス1世が繰り広げた「ワルツ合戦」の主要な舞台のひとつであり、またシュトラウス兄弟が多くの作品を初演した場所でもある。このため、「カジノ・ドムマイヤー」で初演された『スープレット・ポルカ』に始まり、ヨハン2世が妻アンゲリカ（ウェルザー＝メストの妻の名もアンゲリカである）に捧げた『キス・ワルツ』と続き、ウェルザー＝メストの趣味である山歩きにちなんで『山の上から』、そして最後に指揮者お気に入りの作品である『軽騎兵』序曲が配された。
第二部は、前半にワーグナーの作品やその影響を受けた作品を配し、後半にヴェルディの作品とイタリアに関連する作品を配したプログラムとなっている。アンコール曲のひとつ『おしゃべりなかわいい口』は、ヨーゼフが娘カロリーネを描いた作品であり、そのカロリーネの孫娘ヘトヴィクが来場したことに由来する。

## 演奏曲目
ニューイヤーコンサート初登場の作品が多く、全20曲のうち11曲が初登場となった。「*」は初登場作品。

### 第一部
- 『スープレット・ポルカ』（ヨーゼフ・シュトラウス）*
- 『キス・ワルツ』（ヨハン・シュトラウス2世）*
- 『劇場カドリーユ』（ヨーゼフ・シュトラウス）*
- ワルツ『山の上から』（ヨハン・シュトラウス2世）*
- 喜歌劇『軽騎兵』序曲（フランツ・フォン・スッペ）

### 第二部
- ワルツ『天体の音楽』（ヨーゼフ・シュトラウス）
- ポルカ『糸を紡ぐ女』（ヨーゼフ・シュトラウス）*
- 歌劇『ローエングリン』第3幕への前奏曲（リヒャルト・ワーグナー）*
- ポルカ『二人きりで』（ヨーゼフ・ヘルメスベルガー2世）*
- ワルツ『宵の明星の軌道』（ヨーゼフ・シュトラウス）*
- ポルカ『ガロパン』（ヨーゼフ・シュトラウス）*
- 『シュタイヤー風舞曲』（ヨーゼフ・ランナー）
- 『メロディー・カドリーユ』（ヨハン・シュトラウス2世）*
- 歌劇『ドン・カルロ』第3幕のバレエ音楽より「プレスティッシモ」（ジュゼッペ・ヴェルディ）*
- ワルツ『レモンの花咲くところ』（ヨハン・シュトラウス2世）
- 幻想曲『エルンストの思い出、またはヴェネツィアの謝肉祭』（ヨハン・シュトラウス1世）

### アンコール
- ポルカ『おしゃべりなかわいい口』（ヨーゼフ・シュトラウス）
- ワルツ『美しく青きドナウ』（ヨハン・シュトラウス2世）
- 『ラデツキー行進曲』（ヨハン・シュトラウス1世）